# Ezequiel Alejo Carboni
Ezequiel Alejo Carboni (* 4. April 1979 in Buenos Aires) ist ein ehemaliger argentinischer Fußballspieler und heutiger -trainer.

## Karriere
Carboni startete seine Karriere beim CA Lanús, einem Verein in Buenos Aires. Von 2005 bis 2008 spielte er bei Red Bull Salzburg. Aufgrund seines Einsatzes und seiner Kampfbereitschaft avancierte er innerhalb kürzester Zeit zum Publikumsliebling in Salzburg und wurde von den Fans zum Spieler der Saison 2005/06 gewählt. Die Salzburg-Fans nannten ihn aufgrund seines Einsatzes und seiner Position als defensiver Mittelfeldspieler dort „Kampfschwein“. Ezequiel Carboni wechselte im Juni 2008 von Red Bull Salzburg nach Italien zu Catania Calcio. Der Argentinier, der auch einen italienischen Pass besitzt, unterzeichnete einen Dreijahresvertrag.

## Erfolge
- Der argentinisch-italienische Doppelstaatsbürger wurde 1998 Südamerika-Meister mit der argentinischen U-21-Nationalmannschaft.
- Österreichischer Meister: 2006/07